# زانكت بلازين
سنت بلازين (بالألمانية: Sankt Blasien) هي مدينة وبلدة ألمانية تقع في ألمانيا في Waldshut. يقدر عدد سكانها بـ 3,940 نسمة .

## المدن التوأمة
مدينة Saint-Blaise هي مدينة توأمة لـسنت بلازين.

## أعلام
- جوسيف غلاسر